# Госин, Игорь Яковлевич
Игорь Яковлевич Госин (14 ноября 1923, Могилёв, Могилёвская область, БССР, СССР — 25 ноября 1991, Москва, СССР) — советский библиограф и библиотековед.

## Биография
Родился 14 ноября 1923 года в Могилёве. 10 августа 1942 года был мобилизован на фронт и прошёл всю войну. Службу проходил в воинской части № 98 омцб, 31 тк. После демобилизации, в конце 1945 года поступил в МГБИ, который он окончил в 1950 году. С 1950 года по момент смерти работал в ИНИОН. В 1971 году защитил кандидатскую диссертацию.
Скончался 25 ноября 1991 года в Москве.

## Научные работы
Основные научные работы посвящены библиотековедению. Автор свыше 70 научных работ, из них 37 справочных изданий.